# Nick Nolte
Nick Nolte, właściwie Nicholas King Nolte (ur. 8 lutego 1941 w Omaha w stanie Nebraska) – amerykański aktor filmowy, telewizyjny i teatralny, producent filmowy, w młodości także model (185 cm wzrostu). Trzykrotnie nominowany do Oscara za główne role w filmach: Książę przypływów (1991) i Prywatne piekło (1997) oraz za drugoplanową kreację w filmie Wojownik (2011). Laureat nagrody Złotego Globu (za rolę w Księciu przypływów).
W 2017 otrzymał własną gwiazdę w Alei Gwiazd w Los Angeles znajdującą się przy 6433 Hollywood Boulevard.

## Życiorys

### Wczesne lata
Urodził się w rodzinie rzymskokatolickiej jako jedyny syn i młodsze dziecko podróżującego handlarza pół Niemca Franklina Arthura Nolte i Helen (z domu King). Jego rodzina była pochodzenia niemieckiego, angielskiego, szkockiego i irlandzkiego. Wychowywał się ze starszą siostrą Nancy.
Po ukończeniu Kingsley Elementary School w Waterloo, kontynuował naukę w Benson High School i Westside High School w Omaha. Następnie uczęszczał do Pasadena City College w Pasadenie, Eastern Arizona College w Thatcher w stanie Arizona i Phoenix College w Phoenix. Dzięki stypendium sportowemu za grę w uniwersyteckim zespole futbolu amerykańskiego studiował na Arizona State University w Tempe. W 1961 roku uczył się aktorstwa pod kierunkiem Bryana O’Byrne w Stella Adler Studio w Los Angeles. W latach 60. pracował jako model, m.in. dla firmy Clairol i od 1962 roku przez czternaście lat występował m.in. na scenie Pasadena Playhouse (1963), Old Log Theatre w Minneapolis (1968), nowojorskiej Café La Mama (1971) oraz w Los Angeles i Actors Inner Circle Theatre w Phoenix (1972) ze sztuką Williama Inge Ostatnia podkładka (The Last Pad).

### Kariera
Na dużym ekranie debiutował epizodycznymi rolami na początku lat 70. Później pojawiał się również gościnnie w popularnych serialach telewizyjnych; m.in. u boku Karla Maldena i Michaela Douglasa w Ulicach San Francisco. Jednak prawdziwy sukces i uznanie przyniosła mu kreacja zbuntowanego Toma Jordache, młodszego brata senatora Rudy’ego Jordache’a (w tej roli Peter Strauss) w telewizyjnej adaptacji powieści Irwina Shaw serialu pt. Pogoda dla bogaczy (1976). Rola ta otworzyła mu drogę do dalszej aktorskiej kariery.

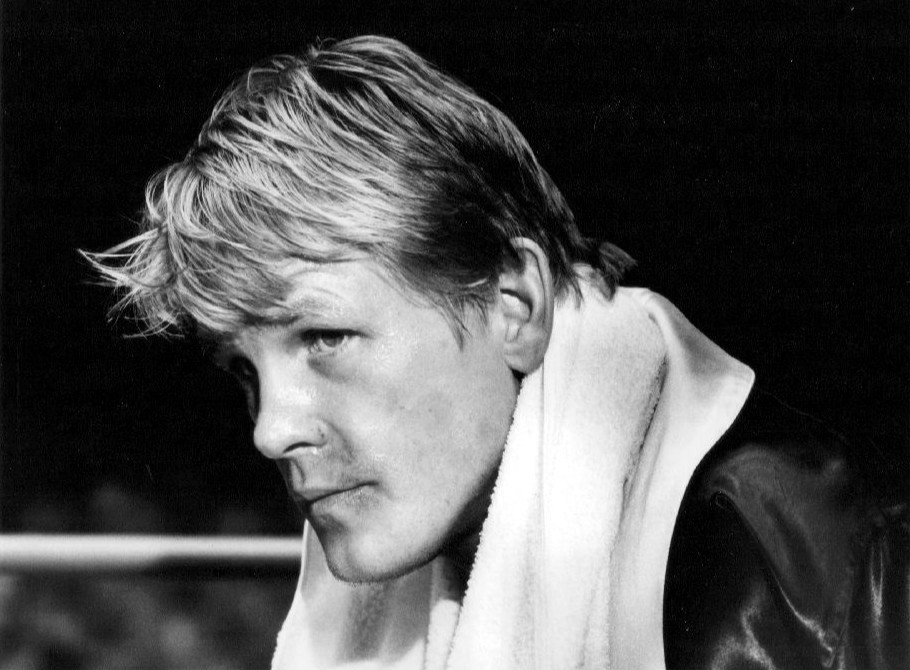
Nick Nolte w roli Toma Jordache w filmie Pogoda dla bogaczy, 1976

On, Kurt Russell, Sylvester Stallone, Christopher Walken i Al Pacino byli brani pod uwagę do roli Hana Solo w Gwiezdnych wojnach (Star Wars Episode IV: A New Hope, 1977), lecz ostatecznie postać tę zagrał Harrison Ford. Kandydował także do roli Supermana/Clarka Kenta w filmie sci-fi Richarda Donnera Superman (1978), ale w tej roli wystąpił w końcu Christopher Reeve.
W następnych latach stworzył kolejne role; nowojorskiego nurka-odkrywcy ładunku morfiny i zatopionego hiszpańskiego statku z legendarnym skarbem w thrillerze przygodowym Głębia (1977), gdzie zagrał z Jacqueline Bisset i Robertem Shawem; jako zajmujący się przemytem narkotyków weteran wojny wietnamskiej w kryminalnym dramacie wojennym Psi żołd (1978); rozczarowany starzejący się zawodowy piłkarz w komedii sportowej Teda Kotcheffa Czterdziestka z North Dallas (1979); morski biolog w ekranizacji powieści Johna Steinbecka Ulica Nadbrzeżna (1982). Kasowym przebojem okazała się komedia sensacyjna 48 godzin (1982) w reżyserii Waltera Hilla, w której Nolte stworzył znakomity duet z debiutującym na ekranie Eddiem Murphym. Osiem lat później powstał jej sequel pt. Następne 48 godzin (1990). W międzyczasie wystąpił; m.in. w roli fotografa relacjonującego wojnę domową w Nikaragui w dramacie Pod ostrzałem (1983) oraz bezdomnego włóczęgi, który odmienia życie pewnej rodziny w komedii Włóczęga z Beverly Hills (1986). W grudniu 1979 trafił na okładkę magazynu „Playgirl”.
Na początku lat 90. zanotował kolejne aktorskie sukcesy. Zachwycił publiczność i krytykę rolą adwokata w zrealizowanym przez Martina Scorsese filmie Przylądek strachu (1991), będącego remakiem obrazu J. Lee Thompsona z 1962. Za kreację w melodramacie Barbry Streisand Książę przypływów (1991) otrzymał nagrodę Złotego Globu oraz pierwszą w karierze nominację do Oscara dla najlepszego aktora. Drugą nominację przyznano mu 7 lat później za główną rolę w dramacie Prywatne piekło (1998). Trzecią otrzymał w 2012 za drugoplanową rolę w filmie Wojownik (2011).
W 1992 został wybrany najseksowniejszym żyjącym mężczyzną przez magazyn „People”.

## Życie prywatne
W latach 1966–1970 jego pierwszą żoną była Sheila Page. Spotykał się z Karen Louise Ecklund (1970-77), Kate Jackson (1977) i Jean Simmons (1977). 10 marca 1978 poślubił Sharyn Haddad, z którą się rozwiódł w roku 1983. 19 lutego 1984 ożenił się z Rebeccą Linger. Mają syna Brawleya (ur. 1986), który zagrał m.in. w filmie Okup (1996). Jednak w 1997 doszło do trzeciego rozwodu. Był krótko związany z Debrą Winger (1992), a potem z Vicki Lewis (1994−2003).
Nolte zasłynął również ze swoich problemów z nadużywaniem alkoholu i narkotyków. Między innymi 11 września 2002 został zatrzymany w Malibu pod zarzutem jazdy po pijanemu.
Od 2003 pozostał w nieformalnym związku z Clytie Lane, która – gdy Nolte miał 66 lat – 3 października 2007 urodziła córkę Sophię.

## Filmografia
- Pechowa Electra Glide (1973) jako młody hipis
- Pogoda dla bogaczy (1976; serial TV) jako Tom Jordache
- Głębia (1977) jako David Sanders
- Psi żołd (1978) jako Ray Hicks
- Czterdziestka z North Dallas (1979) jako Phil Elliott
- Bicie serca (1980) jako Neal Cassady
- Ulica Nadbrzeżna (1982) jako Doc
- 48 godzin (1982) jako Jack Cates
- Pod ostrzałem (1983) jako Russell Price
- Nauczyciele (1984) jako Alex Jurel
- Grace Quigley (1984) jako Seymour Flint
- Włóczęga z Beverly Hills (1986) jako Jerry Baskin
- Nienawiść (1987) jako Jack Benteen
- Chwasty (1987) jako Lee Umstetter
- Pożegnanie z królem (1989) jako Learoyd
- Nowojorskie opowieści (1989) jako Lionel Dobie
- Trójka uciekinierów (1989) jako Lucas
- Następne 48 godzin (1990) jako Jack Cates
- Pytania i odpowiedzi (1990) jako kpt. Michael Brennan
- Wszyscy wygrywają (1990) jako Tom O’Toole
- Przylądek strachu (1991) jako Sam Bowden
- Książę przypływów (1991) jako Tom Wingo
- Olej Lorenza (1992) jako Augusto Odone
- Gracz (1992) – w roli siebie samego
- Kocham kłopoty (1994) jako Peter Brackett
- Potyczki z Jeannie (1994) jako Matt Hobbs
- Drużyna asów (1994) jako trener Pete Bell
- Jefferson w Paryżu (1995) jako Thomas Jefferson
- Matka noc (1996) jako Howard W. Campbell Jr.
- Nieugięci (1996) jako Maxwell Hoover
- Prywatne piekło (1997) jako Wade Whitehouse
- Droga przez piekło (1997) jako Jake McKenna
- Miłość po zmierzchu (1997) jako Lucky Mann
- Nocna straż (1997) jako inspektor Thomas Cray
- Cienka czerwona linia (1998) jako ppłk. Gordon Tall
- Śniadanie mistrzów (1999) jako Harry LeSabre
- Simpatico (1999) jako Vincent Webb
- Złota (2000) jako Adam Verver
- Trixie (2000) jako senator Drummond Avery
- Podwójny blef (2002) jako Bob Montagnet
- Northfork (2003) jako o. Harlan
- Hulk (2003) jako dr Brian „David” Banner, ojciec Bruce’a
- Hotel Ruanda (2004) jako płk. Oliver
- Czysta (2004) jako Albrecht Hauser
- Kraina szczęścia (2004) jako Steve
- Nigdylandia (2005) jako T.L. Pierson
- Siła spokoju (2006) jako Socrates
- Mów mi tato (2006) jako Ray Cook
- Kilka dni września (2006) jako Elliot
- Zakochany Paryż (2006) jako Vincent
- Skok przez płot (2006) – niedźwiedź Vincent (głos)
- Kroniki Spiderwick (2008) jako Mulgarath
- Jaja w tropikach (2008) jako John „Four Leaf” Tayback
- Tajemnice Pittsburgh'a (2008) jako Joe Bechstein
- Piosenka o miłości (2010) jako Caldwell
- Psy i koty: Odwet Kitty (2010) jako Butch (głos)
- Wojownik (2011) jako Paddy Conlon
- Arthur (2011) jako Burt Johnson
- Heca w zoo (2011) – goryl Bernie (głos)
- Luck (2011-12; serial TV) jako Walter Smith
- Reguła milczenia (2012) jako Donal Fitzgerald
- Gangster Squad. Pogromcy mafii (2013) jako szeryf Bill Parker
- Parker (2013) jako Hurley
- Niesłusznie oskarżona (2013) jako Henry Bridges
- Noe: Wybrany przez Boga (2008) jako Mulgarath
- Jaja w tropikach (2008) jako John „Four Leaf” Tayback
- Tajemnice Pittsburgh'a (2008) jako Joe Bechstein
- Piosenka o miłości (2010) jako Caldwell
- Psy i koty: Odwet Kitty (2010) – Butch (głos)
- Wojownik (2011) jako Paddy Conlon
- Arthur (2011) jako Burt Johnson
- Heca w zoo (2011) jako goryl Bernie (głos)
- Luck (2011-12; serial TV) jako Walter Smith
- Reguła milczenia (2012) jako Donal Fitzgerald
- Gangster Squad. Pogromcy mafii (2013) jako szeryf Bill Parker
- Parker (2013) jako Hurley
- Niesłusznie oskarżona (2013) jako Henry Bridges
- Noe: Wybrany przez Boga (2014) jako Szemhazaj
- Pragnienie zemsty (2015 ) jako Mitchell Wells
- Piknik z niedźwiedziami (2015) jako Katz
- Gracepoint (2014) jako Jack Reinold
- Nocny pościg (2015)
- Graves (2016-2017) jako Richard Graves
- The Mandalorian (2019)
- Świat w ogniu 3 ( 2019)

## Nagrody
| Rok  | Nagroda                                                | Kategoria                             | Tytuł                        |
| ---- | ------------------------------------------------------ | ------------------------------------- | ---------------------------- |
| 1992 | Złoty Glob                                             | Najlepszy aktor w filmie dramatycznym | Książę przypływów (1991)     |
| 1997 | Międzynarodowy Festiwal Filmowy w Valladolid           | Najlepszy aktor                       | Prywatne piekło (1997)       |
| 1998 | Nagroda Stowarzyszenia Nowojorskich Krytyków Filmowych | Najlepszy aktor                       | Prywatne piekło (1997)       |
| 1999 | Nagroda Satelita                                       | Wybitna kreacja obsady                | Cienka czerwona linia (1998) |